# Apocrief
Apocriefen (Grieks: ἀπόκρυφος, apókruphos, "verborgen") zijn religieuze geschriften in het jodendom en christendom uit de periode van rond 200 v.Chr. tot 400 n.Chr. die geen deel uitmaken van de canon van de Bijbel. Ze waren vaak pseudepigrafisch, dat wil zeggen toegeschreven aan personen met een belangrijke rol in het jodendom (zoals Jeremia of Salomo) of in het christendom (zoals apostelen of anderen die leefden in de eerste decennia na Jezus). Vanaf ongeveer de 4e eeuw kregen ze de aanduiding apocrief. Er zijn zowel apocriefen van het Nieuwe Testament als apocriefen van het Oude Testament. Er zijn enkele werken uit de 8e en 9e eeuw n.Chr. die met apocrief worden aangeduid.
In het vroege christendom betekende apocrief oorspronkelijk dat een tekst, de leer of opvattingen die daarin beschreven werden, geheim of esoterisch, "verborgen" moest blijven voor buitenstaanders en alleen toegankelijk voor ingewijden. De term apocrief gaf dan ook een spirituele meerwaarde van een tekst aan.

## Apocriefen van het Nieuwe Testament
Een aantal evangeliën en andere teksten die niet in het Nieuwe Testament zijn opgenomen pretenderen ook heel expliciet dat zij een apocriefe, verborgen boodschap van Jezus bevatten. Dat zijn onder meer gnostische teksten als het Evangelie van Thomas, Apocryphon van Johannes, Apocryphon van Jacobus, Evangelie van Judas en het Boek van Thomas de Strijder. De tekst van het laatste geschrift begint met: "De geheime woorden, die de Verlosser tot Judas Thomas gesproken heeft en die, ik, Mathaias, heb opgeschreven toen ik onder het wandelen hoorde hoe zij met elkaar praatten".
Ook in een aantal minder bekende teksten, zoals de Boeken van Jeu benadrukt Jezus aan zijn leerlingen alleen over het ontvangen onderricht te spreken met mensen die dit waardig zijn. In een aantal van deze teksten gaat de auteur ervan uit, dat het onderricht van Jezus zowel een publiek karakter had dat bestemd was voor iedere gelovige maar dat er ook sprake was van een apocrief onderricht dat Jezus na het verlaten van zijn lichaam alleen bestemd had voor een beperkte groep van uitverkorenen. Dat apocriefe onderricht zou de groep van uitverkorenen dan tot volledig inzicht en waarheid hebben gebracht. In eveneens het Boek van Thomas de Strijder zegt Jezus over de personen die niet tot het volledig inzicht kunnen komen: "Waarlijk, beschouw deze lieden niet als mensen; reken ze liever tot de dieren. Want precies zoals dieren elkaar opeten, zo ook eten zulke menselijke wezens elkaar op".
Pas vanaf de vierde eeuw gaat het begrip apocrief min of meer synoniem worden met niet gezaghebbend, onecht, niet betrouwbaar. Voorbeelden hiervan zijn het Evangelie van Petrus, de Joods-christelijke evangeliën, de kindheidsevangeliën, een aantal Handelingen van apostelen, openbaringen en brieven. In 367 benoemde Athanasius in zijn paasbrief de zevenentwintig boeken van het Nieuwe Testament. Hij benoemde wel een aantal andere werken als op zich stichtelijke literatuur zoals de Herder van Hermas. De overige die hij benoemde als apocriefe boeken waren volgens hem het werk van ketters en bedriegers. Eusebius schreef in zijn 'Kerkgeschiedenis' (Historia Ecclesiastica) dat het Evangelie van Thomas duidelijk afwijkt van de ware leer. Hij rekende het zelfs niet tot de categorie van apocriefen zoals het door hem benoemde Handelingen van Paulus en Brief van Barnabas, maar als een werk dat als onzinnig en goddeloos moest worden verworpen.
Begin 21e eeuw was er veel publiciteit over een aantal apocriefen en met name sommige gnostische evangeliën als gevolg van onder meer het verschijnen van boeken als de Da Vinci Code in 2003 alsmede een eerste uitgave van het Evangelie naar Judas in 2006. Als gevolg daarvan verscheen in populaire lectuur het beeld dat in een aantal van deze teksten de ware Jezus meer aan het woord zou zijn dan in de canonieke evangeliën, die bovendien in kerkelijke zin zouden zijn bewerkt.
In de Bijbelwetenschap wordt ieder werk op zijn eigen waarde onderzocht en geen onderscheid gemaakt tussen werken die door de Kerk als canoniek worden erkend en de werken die dat niet zijn.

## Apocriefen van het Oude Testament
Sommige boeken die ontstonden in de periode tussen de Hebreeuwse Bijbel en het Nieuwe Testament maken wel deel uit van de Septuagint, de tussen ca. 225 en 100 v.Chr. gemaakte Griekse vertaling van het Oude Testament, maar worden in het christendom niet altijd gerekend tot de canon van de Bijbel. Deze deuterocanonieke boeken worden door de Rooms-Katholieke Kerk en de meeste Oosters-orthodoxe kerken gezaghebbend geacht en maken in hun visie deel uit van het Oude Testament. Drie boeken in de Septuagint worden ook binnen het katholicisme en de oosterse kerken apocrief geacht: het gebed van Manasse en 3 en 4 Ezra.
In het protestantisme gelden alle deuterocanonieke boeken als apocrief. Enkele noties die daaraan ten grondslag liggen zijn:
- In het Nieuwe Testament wordt vrijwel ieder boek van het Oude Testament wel geciteerd als het woord van God. Het NT benoemt echter nergens een van die werken als zodanig. Jezus en de apostelen citeerden vaak uit de Septuagint, maar nooit uit een van de deuterocanonieke boeken.

- Er zijn doctrines in de werken te vinden die contrair zouden zijn aan wat de Schrift leert. Een daarvan is de notie dat een mens gered kan worden door zijn/haar goede werken. Dat is contrair aan de protestantse visie dat alleen het geloof dat mogelijk maakt.

Na de Reformatie verdwenen de deuterocanonieke boeken uit de meeste protestantse bijbels. In de enkele gevallen dat zij als een aparte sectie toch waren toegevoegd ging dat gepaard met een waarschuwing dat de werken stichtelijke levenslessen konden bevatten maar ook onjuiste opvattingen.